# Ivești (Vaslui)
Ivești es una comuna ubicada en el distrito de Vaslui, Rumania.

## Superficie
Posee una superficie de 33,83 kilómetros cuadrados.

## Demografía
Hasta 2021 la población era de 2433 habitantes, con una densidad de población de 71,92 habitantes por kilómetro cuadrado.